# 中国当代文学
中华人民共和国文学是指1949年中国共产党在中国大陆夺取政权建立中华人民共和国之后的文学。中国共产党取得政权之后，颁布了一系列规章制度，其中“文艺必须为政治服务”、“坚持党管文艺不动摇”是典型代表。

## 历史

### 建国初期到文革结束
1942年，毛泽东在中国共产党的根据地延安发表了《在延安文艺座谈会上的讲话》，毛泽东提出“文艺要为工农兵服务”的理念，深深影响了中国共产党以及跟随中国共产党走的文人。
1949年，毛泽东及其团队建立中华人民共和国，文学转变为讴歌毛泽东、讴歌中国共产党，这些是这一时期的主旋律。
1953年，毛泽东提出要“百花齐放百家争鸣”和“大鸣大放”，鼓励作家写作，鼓励作家指出社会上和生活中的问题。
这一时期，中国共产党批判《武训传》、批判俞平伯《红楼梦》研究、批判“胡风反革命集团”，用行政力量解决文学争议问题。
1960年代初期，中国共产党制定了《文艺八条》，文学走向狭窄化，只能写社会主义、共产主义，题材是革命、农村、中国共产党的丰功伟绩等，这时期的文学奔放刚健，但政治化题材狭窄，人物类型化，都是中国共产党的英雄烈士等人物。
1966年，毛泽东由于对国内政治形势作出错误判断，认为中国共产党党内有“走资本主义道路的当权派”（刘少奇、邓小平等），为夺回“党内走资派”的权力，他发起了文化大革命，导火线是上海《文汇报》的《评新编历史剧<海瑞罢官>》，毛泽东的文章是《炮打司令部》，指出打倒“走资派”头目刘少奇、邓小平，红卫兵诞生后，他们又打倒“走资派”、“黑帮分子”、“反动学术权威”，一大批知识分子、中国共产党老干部、社会名人等被批斗、抄家、迫害致死。
王洪文、江青、张春桥、姚文元“四人帮”趁机，把文学推向“法西斯文化专制主义”，中华人民共和国文化部被斥为“帝王将相部”、“才子佳人部”，最终被撤销，中华人民共和国文联（中国文联）、中华人民共和国作家协会（中国作协）都被解散，文学刊物停刊，文学作品被封存、焚毁，作家的作品被抄家时焚毁，作家则被迫害致死。
文化大革命的10年里，文学作品很少，只有“八个样板戏”，即：《红灯记》、《沙家浜》、《智取威虎山》、《红色娘子军》、《奇袭白虎团》、《海港》、《白毛女》、《龙江颂》。

#### 诗歌
中华人民共和国建国初期，诗歌主要用来歌咏毛泽东和中国共产党，如诗人贺敬之根据陕北民歌写成“东方红，太阳升，东方出了个毛泽东，他为人民谋幸福，他是人民大救星”；诗人柳亚子《浣溪沙》赞美毛泽东“不是一人能领导，那容百族共蹁跹”；诗人郭沫若《满江红》赞美毛泽东“太阳出，冰山滴，真金在，岂销铄，有雄文四卷，为民立极……迎东方革命展红旗，乾坤赤。”

#### 小说
中华人民共和国建国初期，小说主要反映中国共产党领导建设社会主义和共产主义，如梁斌的《红旗谱》、吴强的《红日》、杨沫的《青春之歌》、欧阳山的《三家巷》、柳青的《创业史》、罗广斌和杨益言的《红岩》、魏巍的《谁是最可爱的人》、何其芳的《我们最伟大的节日》等。

#### 戏剧
戏剧题材则走向历史，如老舍的《龙须沟》和《茶馆》、郭沫若的《蔡文姬》、《武则天》，田汉的《关汉卿》、《文成公主》等。

### 改革开放
1978年，邓小平执掌中国大陆政权之后，文学创作开始出现勃勃生机，数量巨增，题材广泛，形成了刘心武为代表的“伤痕文学”，主要描写知青、知识分子、老党员老干部被文革迫害的悲惨遭遇，情感压抑、呻吟，显得过于文弱，邓小平并不认同该文学派系，指出其是“哭哭啼啼，没有出息”。这一时期里，优秀的文学作品有：《许茂和他的女儿们》、《黄河东流去》、《丹心谱》、《报春花》、《归来的歌》。

#### 反思文學
- 王蒙《王蒙自傳》:《王蒙自傳第1部：半生多事》、《王蒙自傳第2部：大塊文章》、《王蒙自傳第3部：九命七羊》《王蒙八十自述》

#### 改革文學
- 柯雲路《三千万》获1980年全国短篇小说奖。之后发表《新星(小說)》（1985主角「李南向」以吕日周为原型[7]）、《衰与荣》、《夜与昼》、《龍年檔案》（2002）、《芙蓉國》(上)(下)（2013以全景式毛時期文革十年歷程為描寫對象）、《曹操與漢獻帝》、等一系列作品。

### 新时期
江泽民、胡锦涛执政的新时期，文学更加繁荣璀璨，各类各题材作品走出国门，享誉世界。著名作品有余华的《許三观卖血记》、《活着》，莫言的《丰乳肥臀》、《酒国》、《檀香刑》、《蛙》。2012年，莫言荣获诺贝尔文学奖。
邓小平上台，文学领域诗歌最先获得解放，早在1976年就出现了天安门诗抄，以讽刺四人帮的末日即将到来和呐喊出人民反对专制和暴政声音。
1980年，诗人艾青复出，写出了《归来的歌》，穆旦、公木、公刘、流沙河等“右派”诗人纷纷复出；七月派诗人绿原、牛汉、曾卓；九叶派诗人辛笛、陈敬容也纷纷复出，歌咏“归来”。

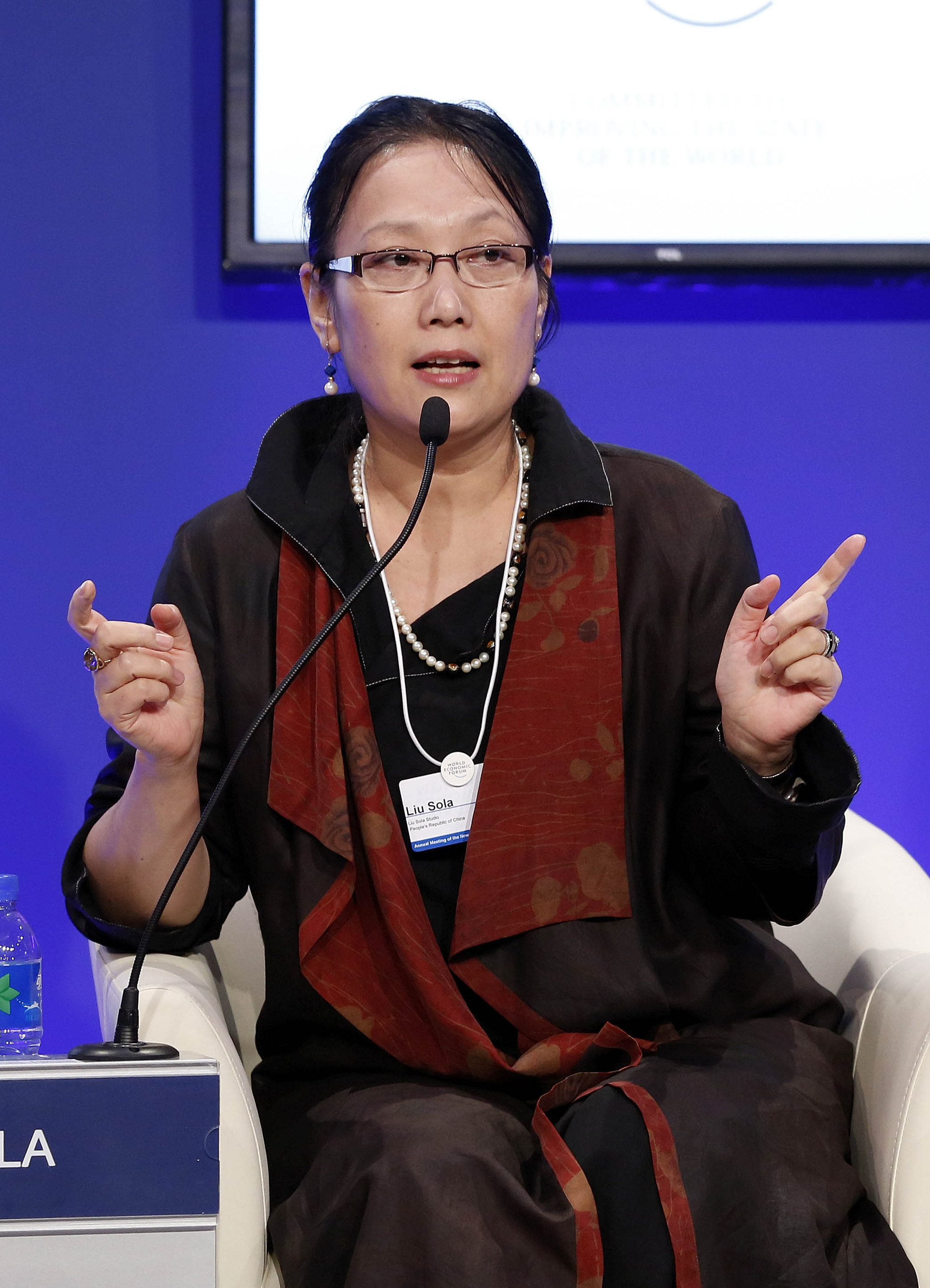
劉索拉

1985年，拉丁美洲的魔幻现实主义走入中国大陆，影响了一部分作家，如莫言。
这时期的文学作品有明显的现代意识、西方写作技巧（意识流之类）、时空变幻立体交叉，著名作品有王蒙的《春之声》、莫言的《红高粱》、刘索拉的《你别无选择》、徐星的《无主题变奏》。
1980年中期开始，文学出现“先锋派”，代表人物是莫言、余华、马原等，文化上反对意识形态斗争、颠覆传统的写实主义，叙述方式展开革命，语言结构有长句、短句变幻，使得文学多元化，缺点是过于照搬西方文学技巧。著名作品有马原的《冈底斯的诱惑》、余华的《现实一种》。
1980年代中期，诗歌开始展现探索精神，学习西方现代诗歌，出现了“朦胧诗”，《今天》是朦胧诗的阵地，著名诗人有北岛、顾城、舒婷、江河、杨炼、食指，其重要作用是促进了中国人对“人”的重新审视，对历史的审视，由于看到中国共产党的新一轮执政危机以及1989年六四事件，使得北岛出走成为美国公民，杨炼出走欧洲，顾城在大洋洲自杀，海子卧轨自杀。
1990年代开始，小说出现“新写实小说”，也名叫“现代现实主义”、“后现实主义”等，重返现实，“生活原生态”和“零度情感”来写作，著名作品有池莉的《你是一条河》、方方的《纸婚年》、刘恒的《教育诗》、刘震云的《一地鸡毛》。
这一时期，散文开始恢复生机，伴随着旅游业的兴起，散文开始追求历史文化反思，展现出美学和诗意，主要散文家有汪曾祺、张中行、余秋雨《文化苦旅》、季羡林、金克木、张承志。
2000年代开始，80后作家开始登场，其特点是思想更加无拘无束，不再拘束于意识形态斗争，也没有受过文化大革命的苦楚和辛酸，虽然有六四事件但是由于这一代人当时年幼也没有太多震撼或其他情感，这批作家的写作手法更加西方化、语言和词汇结合世界各国文学也有创新，敢写敢披露社会现实，关注民主、人权等权利，主要作家和作品有韩寒《三重门》、蒋方舟等。
此外，一些科幻小说也引起了人们的关注。刘慈欣的《三体》、郝景芳的《北京折叠》等作品迅速畅销并荣获雨果奖。但在获得成就的同时，也导致了一部分人过度引以为豪、吹捧过度的现象，并招来了批评和争议。

### 引用
1. 1 2 3  刘林生. . 长沙市: 岳麓书社. 1997-06-01: 71页到75页. ISBN 7-80520-936-7 （中文（简体））.
2. 1 2 3 4  人民教育出版社历史室. . 北京市: 人民教育出版社. 2003-12-01: 77页到84页. ISBN 7-107-15194-0 （中文（简体））.
3. ↑  . 《求是》.   [2009]. （原始内容存档于2015-09-24） （中文（简体））. 一是要坚持党管文艺的原则不动摇，坚持马克思主义在意识形态领域的指导地位不动摇，不断加强和改进党对文艺工作的领导，不断用邓小平理论、“三个代表”重要思想和科学发展观教育广大文艺工作者；二是要重视文艺立法工作，提高立法层次，完善法律体系，加大执法力度，建设良好的法制环境，规范、保障文艺生产和管理行为；三是深化文化体制改革，创建科学的文艺道德评价体系、文艺投入和激励机制、监督管理机制，完善市场准入、诚信和不良记录警示制度；四是加强文艺团体的行业自律，加强群众、社会和舆论的共同监督。
4. ↑  . 南方网.   [2009]. （原始内容存档于2017-10-12） （中文（简体））.
5. ↑  . 搜狐网.   [2012]. （原始内容存档于2020-11-16） （中文（简体））.
6. ↑  . 中国共产党新闻网.   [2011]. （原始内容存档于2016-03-04） （中文（简体））.
7. ↑  美媒:习近平成為80年代小说原型
8. ↑  郭爽. . 新华网 (洛杉矶). 新华社. 2016-08-20  [2016-08-21]. （原始内容存档于2016-08-22） （中文（中国大陆））.
9. ↑  高丹 徐明徽. . 澎湃新闻. 2016-08-21  [2016-08-21]. （原始内容存档于2016-08-21） （中文（中国大陆））.
10. ↑  .   [2015-08-23]. （原始内容存档于2016-03-10）.
11. ↑  周南焱. . 北京日报. 2015-08-28  [2016-11-20]. （原始内容存档于2016-02-01）.